# Sutton (Dakota du Nord)
Pour les articles homonymes, voir Sutton.
Sutton est une census-designated place située dans le comté de Griggs, dans l’État du Dakota du Nord, aux États-Unis. Sa population s’élevait à 17 habitants lors du recensement de 2010.
Bien que n’étant pas incorporée, Jessie dispose d’un code postal.

## Démographie
| 2000 | 2010 | - | - | - | - |
| ---- | ---- | - | - | - | - |
| 17   | 17   | - | - | - | - |

## Source
- (en) Cet article est partiellement ou en totalité issu de l’article de Wikipédia en anglais intitulé « Sutton, North Dakota » (voir la liste des auteurs).